# Villar-Saint-Pancrace
Pour les articles homonymes, voir Pancrace (homonymie) et Villar.
Villar-Saint-Pancrace , s'orthographie Villard-Saint-Pancrace et est également localement connu comme Grand Villar ou le Villar, en occitan alpin local : lo Vialar [l vjæˈra] ou lo Vialar Sant Brancaci [l vjæˈra sø̃m bʀãˈkaʧi]), est une commune française située dans le département des Hautes-Alpes en région Provence-Alpes-Côte d'Azur. C'est l'une des cinq communes formant la banlieue de l'unité urbaine de Briançon.
Ses habitants sont appelés les Viarans ou Vialans (mot occitan)[réf. nécessaire].

## Géographie
Le village de Villar-Saint-Pancrace, situé au confluent de la Durance et du torrent des Ayes, est divisé en plusieurs quartiers et hameaux dont le Villar (ou chef-lieu) est le bourg le plus important. Ces différents quartiers sont: l'Église ou la Chapelle, le Cochy, le Mail, le Chabon pour le bourg, et pour les hameaux épars, Saint-Jean, la Jalasse, le Paroir, la Tour, Soubeyran, Saint-Pancrace, les Mourandes, Sachas, le Pâquier, Champrouët. S'y trouvent aussi de nombreuses chapelles : chapelle des Pénitents (jouxtant l'église), Saint-Pancrace, Saint-Laurent, Sainte-Barbe (en ruine), Saint-Nicolas, Saint-Roch, Saint-Jean et Sainte-Élisabeth.
Il existe aussi, en altitude, plusieurs regroupements de chalets d'alpages où les gens montent s'installer en été (en occitan alpin se meirar ou lo meiratge) : le Mélézin (1 879 m), le Lauzin (1 500 m), le Clot des Prés (1 570 m), les Prés du Vallon (1 720 m), Pied-Sec (1 960 m), les Ayes (1 715 m), Vers-le-Col, l'Orceyrette, l'Orcière, la Taure (2 100 m), l'Alp ou l'Are (2 200 m).
Le Bois des Ayes constitue l'une des plus belles forêts de pin cembro (arolle ou auvièr en patois ; Pinus Cembra) des Alpes françaises. Il s'agit d'une réserve biologique forestière.

### Climat
Pour des articles plus généraux, voir Climat de Provence-Alpes-Côte d'Azur et Climat des Hautes-Alpes.
En 2010, le climat de la commune est de type climat des marges montargnardes, selon une étude du CNRS s'appuyant sur une série de données couvrant la période 1971-2000. En 2020, Météo-France publie une typologie des climats de la France métropolitaine dans laquelle la commune est exposée à un climat de montagne ou de marges de montagne et est dans la région climatique Alpes du sud, caractérisée par une pluviométrie annuelle de 850 à 1 000 mm, minimale en été.
Pour la période 1971-2000, la température annuelle moyenne est de 7,7 °C, avec une amplitude thermique annuelle de 17,1 °C. Le cumul annuel moyen de précipitations est de 740 mm, avec 7,3 jours de précipitations en janvier et 6,7 jours en juillet. Pour la période 1991-2020, la température moyenne annuelle observée sur la station météorologique installée sur la commune est de 8,8 °C et le cumul annuel moyen de précipitations est de 636,0 mm. 
La température maximale relevée sur cette station est de 36,2 °C, atteinte le 23 août 2023 ; la température minimale est de −18 °C, atteinte le 5 février 2012,,.
| Mois                                  | jan.           | fév.          | mars           | avril         | mai           | juin          | jui.          | août          | sep.          | oct.          | nov.           | déc.           | année     |
| ------------------------------------- | -------------- | ------------- | -------------- | ------------- | ------------- | ------------- | ------------- | ------------- | ------------- | ------------- | -------------- | -------------- | --------- |
| Température minimale moyenne (°C)     | −5,2           | −5,1          | −2             | 1,8           | 4,9           | 8,5           | 10,4          | 9,9           | 7,1           | 3,5           | −0,7           | −4,2           | 2,4       |
| Température moyenne (°C)              | 0              | 0,7           | 3,9            | 7,9           | 11,5          | 16,2          | 18,7          | 18            | 14,4          | 9,7           | 4,4            | 0,5            | 8,8       |
| Température maximale moyenne (°C)     | 5,2            | 6,6           | 9,8            | 14,1          | 18,1          | 23,8          | 27            | 26,1          | 21,8          | 15,8          | 9,6            | 5,3            | 15,3      |
| Record de froid (°C) date du record   | −15,8 30.01.04 | −18 05.02.12  | −15,4 01.03.05 | −8,1 05.04.19 | −3,2 17.05.12 | −1,5 03.06.06 | 2,7 25.07.11  | 1,9 31.08.06  | −2,5 27.09.20 | −7,6 26.10.03 | −14,2 27.11.10 | −17,3 18.12.10 | −18 2012  |
| Record de chaleur (°C) date du record | 15,8 30.01.22  | 20,6 29.02.12 | 21,7 13.03.12  | 25 08.04.11   | 29 22.05.22   | 35,6 27.06.19 | 34,9 05.07.15 | 36,2 23.08.23 | 33,4 05.09.06 | 27,3 07.10.09 | 21,2 10.11.15  | 15,9 22.12.14  | 36,2 2023 |
| Ensoleillement (h)                    | 126,2          | 130,6         | 164,7          | 193,1         | 217,2         | 244,5         | 269,5         | 250,1         | 178,7         | 139,4         | 112,4          | 109,1          | 2 135,4   |
| Précipitations (mm)                   | 38,6           | 31,5          | 36             | 55,1          | 71            | 51,3          | 53,2          | 46,9          | 44,8          | 73,6          | 77,9           | 56,1           | 636       |

| Diagramme climatique                                  |             |         |             |           |             |            |             |             |             |             |             |
| J                                                     | F           | M       | A           | M         | J           | J          | A           | S           | O           | N           | D           |
| 5,2−5,238,6                                           | 6,6−5,131,5 | 9,8−236 | 14,11,855,1 | 18,14,971 | 23,88,551,3 | 2710,453,2 | 26,19,946,9 | 21,87,144,8 | 15,83,573,6 | 9,6−0,777,9 | 5,3−4,256,1 |
| Moyennes : • Temp. maxi et mini °C • Précipitation mm |             |         |             |           |             |            |             |             |             |             |             |

Les paramètres climatiques de la commune ont été estimés pour le milieu du siècle (2041-2070) selon différents scénarios d'émission de gaz à effet de serre à partir des nouvelles projections climatiques de référence DRIAS-2020. Ils sont consultables sur un site dédié publié par Météo-France en novembre 2022.

## Urbanisme

### Typologie
Au 1er janvier 2024, Villar-Saint-Pancrace est catégorisée ceinture urbaine, selon la nouvelle grille communale de densité à 7 niveaux définie par l'Insee en 2022.
Elle appartient à l'unité urbaine de Briançon, une agglomération intra-départementale dont elle est une commune de la banlieue,. Par ailleurs la commune fait partie de l'aire d'attraction de Briançon, dont elle est une commune de la couronne,. Cette aire, qui regroupe 15 communes, est catégorisée dans les aires de moins de 50 000 habitants,.

### Occupation des sols
Le tableau ci-dessous présente l'occupation des sols de la commune en 2018, telle qu'elle ressort de la base de données européenne d’occupation biophysique des sols Corine Land Cover (CLC).
| Type d’occupation                             | Pourcentage | Superficie (en hectares) |
| --------------------------------------------- | ----------- | ------------------------ |
| Tissu urbain discontinu                       | 1,9 %       | 80                       |
| Prairies et autres surfaces toujours en herbe | 5,9 %       | 251                      |
| Systèmes culturaux et parcellaires complexes  | 0,1 %       | 5                        |
| Forêts de feuillus                            | 0,6 %       | 27                       |
| Forêts de conifères                           | 46,4 %      | 1979                     |
| Pelouses et pâturages naturels                | 12,5 %      | 532                      |
| Landes et broussailles                        | 0,6 %       | 27                       |
| Forêt et végétation arbustive en mutation     | 2,8 %       | 120                      |
| Roches nues                                   | 22,2 %      | 946                      |
| Végétation clairsemée                         | 7,0 %       | 297                      |
| Source : Corine Land Cover                    |             |                          |

## Toponymie

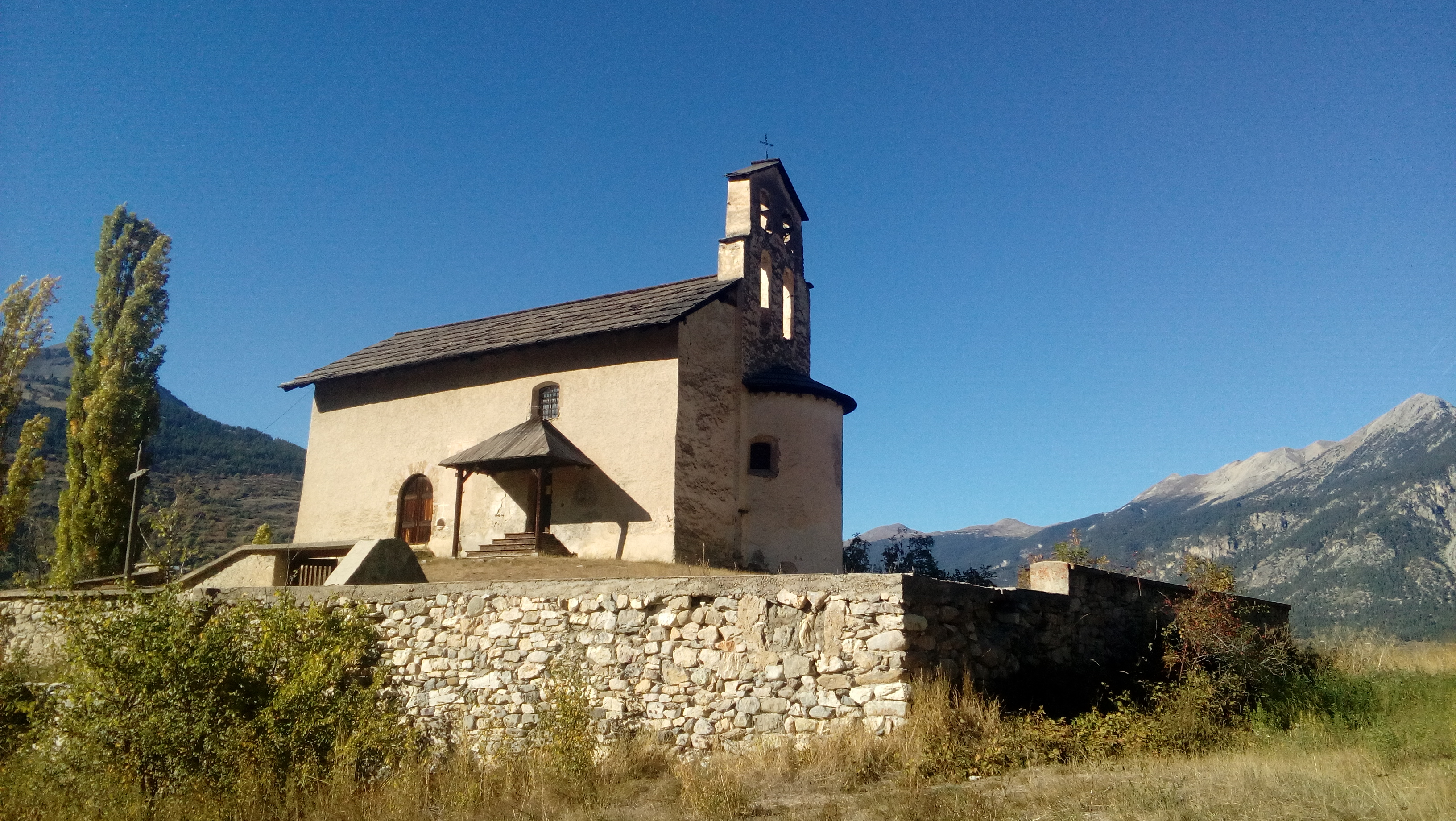
Chapelle Saint-Pancrace.

Le nom de la localité est attesté comme Sanctus Pancratius en 1158, et sous les formes Villarus magnus en 1326 puis Villari Sanctus Pancratius en 1343 dans la Charte des libertés briançonnaises.
La commune fut rebaptisée Le Grand Villard sous la Révolution, Ce nom peut encore s'entendre de façon officieuse de nos jours, mais l'usage de l'orthographe « Villar » est  officiellement et étymologiquement correct.
En dialecte alpin local le nom de la commune est  lo Vialar [l vjæˈra] ou lo Vialar Sant Brancaci [l vjæˈra sø̃m bʀãˈkaʧi]) en graphie classique et Lou Vialar Sant Brancachi en graphie mistralienne (écriture phonétique)[réf. nécessaire].
Villar dérive du latin médiéval villarus sur le mot villa qui désigne le « village », la « maison » ou le « hameau »  au Haut Moyen Âge. Il est devenu notre « ville ».
Quant à Pancrace, le village prend le nom de l'église dédiée à son saint protecteur.
Les Morandes désigne le nom d'un quartier, situé sous la cure de la chapelle Saint-Pancrace, où les pèlerins qui se rendaient à la chapelle Saint-Pancrace, ainsi que les bergers qui accompagnaient les troupeaux en transhumance, pouvaient trouver refuge.

## Histoire

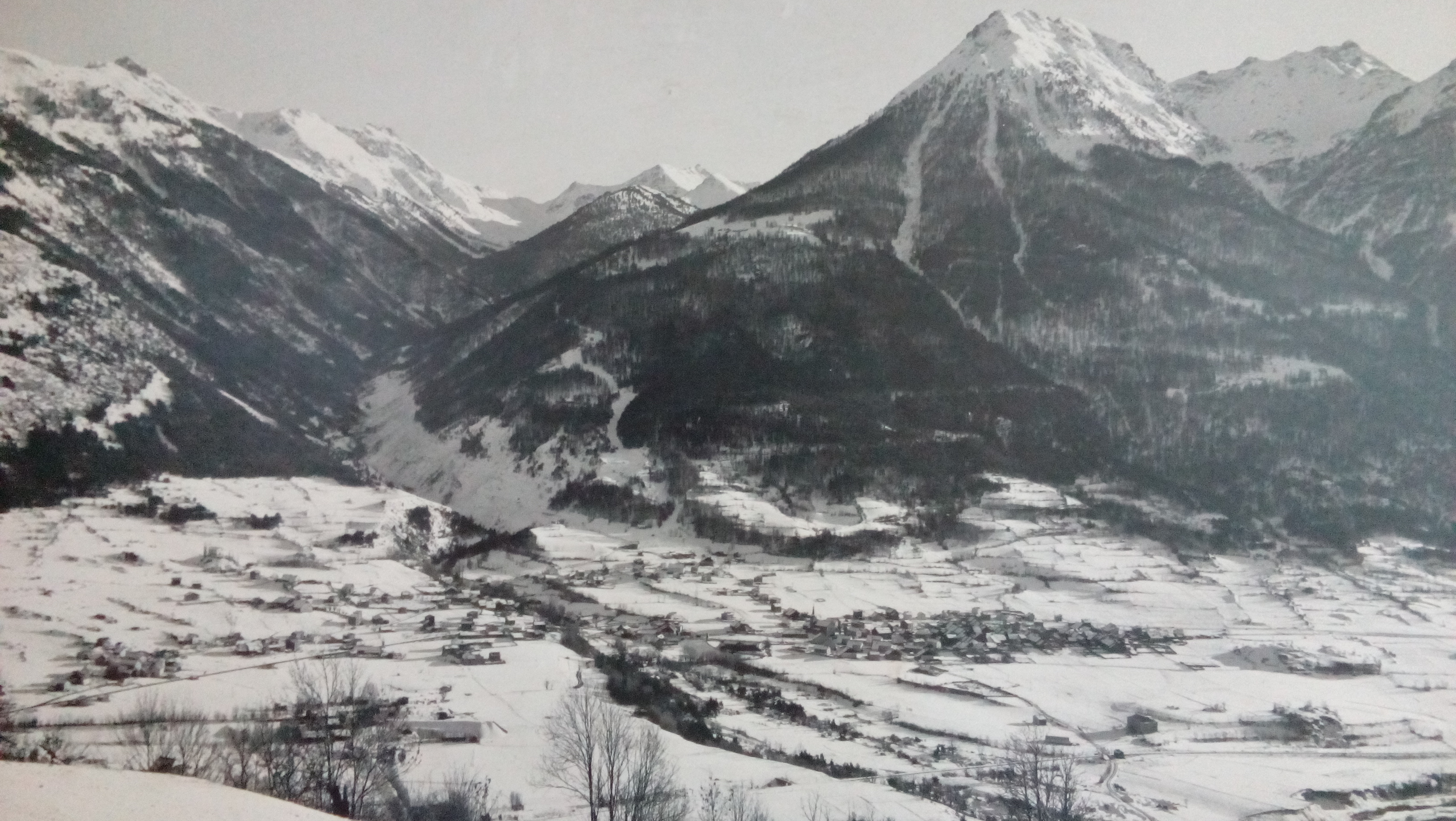
Vue de Villar-Saint-Pancrace dans les années 1960.

Les origines du village remonteraient à l'époque pré-romaine, et fut certainement un établissement ligure. Un « trésor » de pièces romaines fut découvert sous un rocher, qui fut dynamité pour construire une maison. Jusqu'à la Révolution, Villar-Saint-Pancrace fut une communauté de l'Escarton de Briançon.
Existence du château de la Tour appartenant au seigneur de Bayle.
Possibilité d'existence d'une fabrique de bière pour la période du Moyen Âge, à proximité de la chapelle Saint-Pancrace. Des tanneries et plusieurs moulins sont également attestés, dont deux moulins à fouler le chanvre ou paroir. Des migrations saisonnières sont attestées aux XVIIe et XVIIIe siècles, de nombreux habitants de Villar-Saint-Pancrace partaient en effet travailler comme peigneurs de chanvre dans la plaine du Pô, jusqu'en Émilie-Romagne et en Vénétie. Il semble qu'après le Traité d'Utrecht, cette activité se soit reconvertie peu à peu pour former des instituteurs ambulants ou régents d'école comme c'est le cas dans plusieurs villages de la région.
Le village connut jusqu'en 1987 diverses mines d'exploitation de charbon. La majorité de celles-ci (en occitan alpin local las charbourièras) étaient tenues par des paysans, à l'exception de celle du lieu-dit la Tour, industrialisée et reliée à la gare de Briançon.

## Patois
Le parler de Villar-Saint-Pancrace, communément appelé patois ou viaran, est moribond puisqu'il ne compte plus qu'une poignée de locuteurs âgés.
Il s'agit d'une variété d'occitan de type vivaro-alpin et qui fait partie du subdialecte briançonnais occidental.
Ce parler se caractérise par de fortes tendances innovatrices telles que par exemple, la chute de nombreuses consonnes finales, les consonnes -n- et -l- qui deviennent un -r- roulé entre deux voyelles (luro, lune ; laro, laine), la simplification des diphtongues ai, au et ei respectivement en è, o et i ; mais également, par une série de phénomènes morphologiques tels que, le pluriel des adjectifs masculins en -ou, l'utilisation systématique du pronom personnel devant le verbe (a parlou, je parle), ou l'article défini le (souvent élidé) au lieu du traditionnel lo (lou). Ces traits sont partagés avec les parlers des alentours, notamment avec le parler de Cervières, avec les parlers des Puy, avec ceux des vallées de la Clarée, de la Guisane ou encore avec les parlers de la vallée d'Oulx (Bardonnèche, Salbertrand…), du Cluson en Italie, et même, avec ceux des hautes vallées de l'Oisans pourtant isolées derrière les Écrins.
Les parlers de Prelles et de Vallouise sont relativement proches et mêlent des caractéristiques briançonnaises et embrunaises, ce qui les font différer un peu mais l'intercompréhension reste totale.
Noms des quartiers du village en patois : l' Chaboun, le Pâquiè, Chamrouï, Soubiran, Sën-Pancrac
En patois, les habitants du Villard s'appellent les « cachis », diminutif de « Villard san Brincachi ».

## Toponymie
- Le Chabon : bout du village, quand on vient du nord-ouest et que l'on prend la direction sud-est.
- Gachelou : lieu de guet à l'autre extrémité du village.
- La Potasse : (latin : Puteus) lieu humide .
- Le Soubeyrand : ancien lieu surélevé en bordure d'un lac, aujourd'hui disparu (Villard sous berges)
- Le Cochy.
- La Jallasse : comme son l'indique, endroit le plus le plus froid du village en zone d'habitat permanent.
- La Vie close : est une rue étroite.

## Politique et administration

### Liste des maires
| Période   | Période   | Identité              | Étiquette | Qualité                             |
| --------- | --------- | --------------------- | --------- | ----------------------------------- |
|           |           |                       |           |                                     |
| 1946      | 1983      | Amédée Joseph Cordier | PCF       |                                     |
| 1983      | 1989      | Vincent Bauvineau     | DVD       |                                     |
| 1989      | mars 2001 | Eliane Ferraro        | DVD       |                                     |
| 2001      | 2014      | Laurence Fine         | DVG       | Ingénieure                          |
| mars 2014 | En cours  | Sébastien Fine,       |           | Professeur, profession scientifique |

## Population et société

### Démographie
L'évolution du nombre d'habitants est connue à travers les recensements de la population effectués dans la commune depuis 1793. Pour les communes de moins de 10 000 habitants, une enquête de recensement portant sur toute la population est réalisée tous les cinq ans, les populations de référence des années intermédiaires étant quant à elles estimées par interpolation ou extrapolation. Pour la commune, le premier recensement exhaustif entrant dans le cadre du nouveau dispositif a été réalisé en 2006.

En 2022, la commune comptait 1 433 habitants, en évolution de −2,58 % par rapport à 2016 (Hautes-Alpes : +0,4 %, France hors Mayotte : +2,11 %).
| 1793 | 1800 | 1806 | 1821  | 1831  | 1836  | 1841  | 1846 | 1851  |
| ---- | ---- | ---- | ----- | ----- | ----- | ----- | ---- | ----- |
| 929  | 923  | 905  | 1 024 | 1 045 | 1 087 | 1 009 | 995  | 1 069 |

| 1856  | 1861 | 1866 | 1872 | 1876 | 1881 | 1886  | 1891  | 1896 |
| ----- | ---- | ---- | ---- | ---- | ---- | ----- | ----- | ---- |
| 1 037 | 962  | 966  | 947  | 944  | 959  | 1 000 | 1 001 | 983  |

| 1901  | 1906  | 1911  | 1921 | 1926 | 1931 | 1936 | 1946 | 1954 |
| ----- | ----- | ----- | ---- | ---- | ---- | ---- | ---- | ---- |
| 1 002 | 1 008 | 1 071 | 982  | 883  | 881  | 888  | 780  | 770  |

| 1962 | 1968 | 1975  | 1982  | 1990  | 1999  | 2006  | 2011  | 2016  |
| ---- | ---- | ----- | ----- | ----- | ----- | ----- | ----- | ----- |
| 899  | 960  | 1 023 | 1 117 | 1 287 | 1 410 | 1 459 | 1 459 | 1 471 |

| 2021  | 2022  | - | - | - | - | - | - | - |
| ----- | ----- | - | - | - | - | - | - | - |
| 1 449 | 1 433 | - | - | - | - | - | - | - |

### Enseignement
Villar-Saint-Pancrace dépend de l'académie d'Aix-Marseille. Les élèves de la commune commencent leur scolarité à l'école primaire du village, qui regroupe 116 enfants.

## Culture locale et patrimoine

### Lieux et monuments
- L'église Saint-Pancrace.

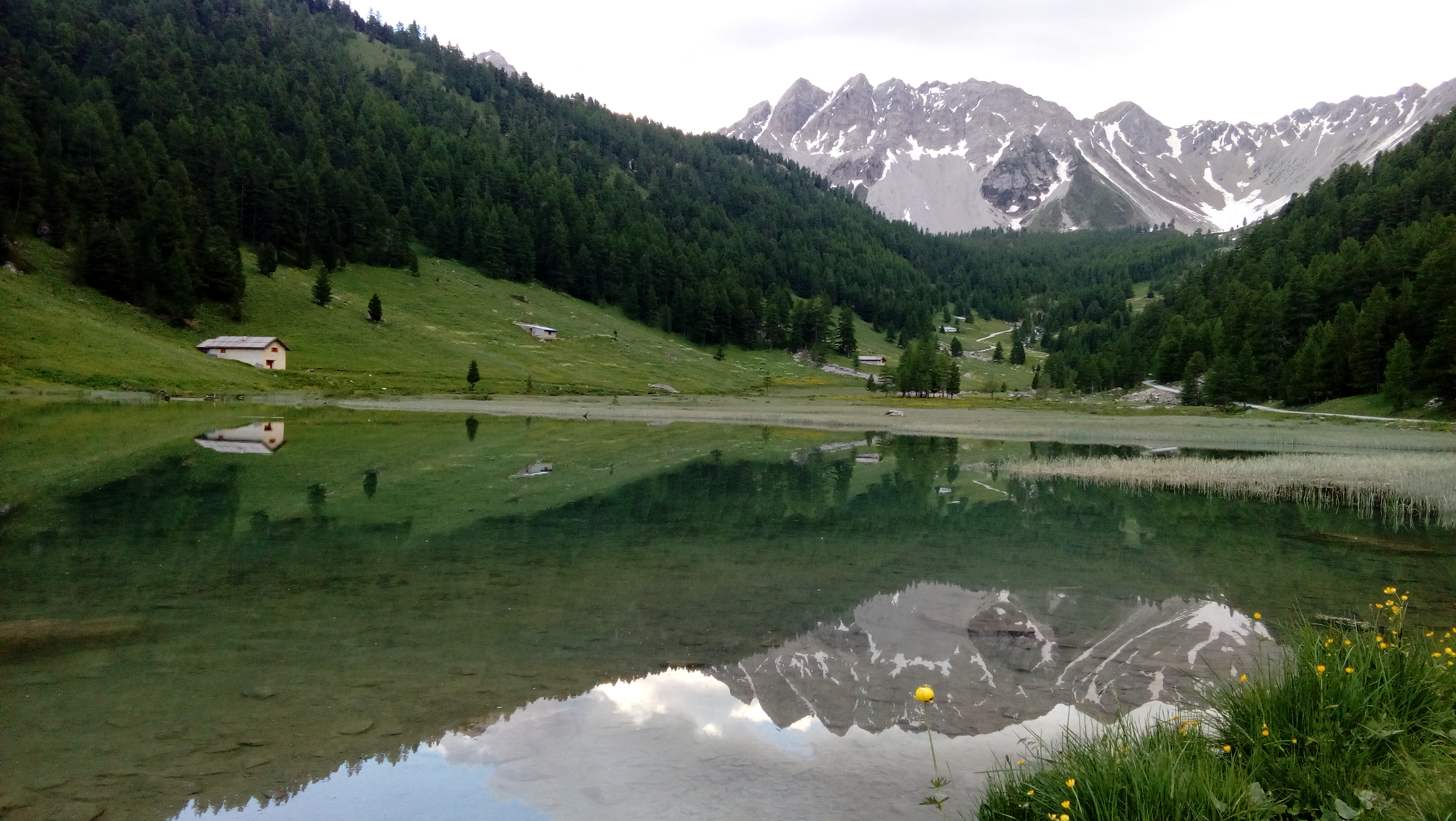
Lac de l'Orceyrette.

- Les différentes chapelles de la commune : Saint-Pancrace, Saint-Laurent, Saint-Jean, Sainte-Barbe (détruite), Saint-Roch, Saint-Nicolas, Notre-Dame du Lauzin, chapelle des Pénitents jouxtant l'église…
- Le vallon des Ayes, avec ses chalets d'alpage, la chapelle Sainte-Élisabeth (1 715 m), le site du Lac de l'Orceyrette et le plan du Peyron, la Fònt-que-bulh (la fontaine qui bout), les restes rocheux de glaciations du vallon de l'Orceyrette dont le rocher appelé Garigate ou Galigate (une sorcière légendaire pour effrayer les enfants).
- Les anciens forts d'altitude de la Croix de Bretagne (2 041 m) et de la Grande Maye (2 310 m), appartenant au déploiement des fortifications de Briançon.
- De nombreuses fontaines sont présentes, comme au chef-lieu, au Chabon, au Paroir, au Pâquier...
- Il existe également des fours communaux qui résistent malgré tout.
- Le Rocher des Aymards, à la sortie du chef-lieu en direction du hameau du Villaret, avec sa pierre à glissade, véritable toboggan sculpté à même la roche (la mémoire se perd quant à son origine).
- Une des anciennes charbonnières, mines paysannes exploitant l’anthracite de manière légère, a été réhabilitée dans les années 1990[23] et peut aujourd'hui être visitée.

## Personnalités liées à la commune
- Oronce Fine né à Villar-Saint-Pancrace en 1494 et mort en 1555, mathématicien et cartographe français, qui établit la première carte de la France.
- Louis Faure, ancien député des Hautes-Alpes. Afin d'expérimenter ses études, il géra une bergerie modèle, de moutons mérinos au Lauzin, près du Mélézin, sur les pentes de Peyre-Eyraute, entre 1807 et 1830.